# Urban Hymns
Urban Hymns é o terceiro álbum de estúdio da banda de rock britânica The Verve, lançado em 29 de setembro de 1997 pela gravadora Hut Records. Recebeu críticas positivas quase unânimes após seu lançamento, tornando-se o lançamento mais vendido da banda e um dos álbuns mais vendidos do ano. Em 2019, Urban Hymns foi classificado como o 19.º álbum mais vendido no Reino Unido e vendeu mais de dez milhões de cópias em todo o mundo. Este é o único álbum do grupo a apresentar o guitarrista e tecladista Simon Tong, que inicialmente juntou-se à banda para substituir seu guitarrista original Nick McCabe. McCabe voltou à banda logo depois, no entanto, Tong permaneceu na banda também considerado como o quinto membro; isso torna o álbum o único que a banda gravou como um quinteto.
O álbum apresenta os hits "Bitter Sweet Symphony", "Lucky Man" e o número um no Reino Unido "The Drugs Don't Work". O sucesso crítico e comercial do álbum fez com que a banda ganhasse dois Brit Awards de 1998, incluindo "Melhor Álbum Britânico", e aparecesse na capa da Rolling Stone em abril de 1998. "Bitter Sweet Symphony" foi indicada ao Prêmio Grammy de "Melhor Canção de Rock". Também esteve entre os dez álbuns indicados ao melhor álbum britânico dos 30 anos anteriores pelo Brit Awards em 2010, perdendo para (What's the Story) Morning Glory? da banda de rock Oasis. Em 2013, a NME o classificou na posição 128 na lista dos "500 Maiores Álbuns de Todos os Tempos".

## Lista de faixas
Todas as faixas por Richard Ashcroft, exceto onde anotado.
1. "Bitter Sweet Symphony" – 5:58 
  - Amostras de The Andrew Oldham Orchestra.
2. "Sonnet" – 4:21
3. "The Rolling People" (The Verve) – 7:01
4. "The Drugs Don't Work" – 5:05
5. "Catching the Butterfly" (The Verve) – 6:26
6. "Neon Wilderness" (Nick McCabe, The Verve) – 2:37
7. "Space and Time" – 5:36
8. "Weeping Willow" – 4:49
9. "Lucky Man" – 4:53
10. "One Day" – 5:03
11. "This Time" – 3:50
12. "Velvet Morning" – 4:57
13. "Come On" (The Verve) – 15:15 
  - "Come On" (00:00–6:38)
  - - (06:38–13:01)
  - "Deep Freeze" (13:01–15:15)

A edição japonesa contém 15 faixas — a faixa bónus "Lord I Guess I'll Never Know" é faixa nº 14 e "Deep Freeze" é a faixa 15.
| Críticas profissionais | Críticas profissionais |
| Avaliações da crítica  | Avaliações da crítica  |
| Fonte                  | Avaliação              |
| ---------------------- | ---------------------- |
| allmusic               | [ 3 ]                  |
| Pitchfork Media        | (8.9/10)               |
| Robert Christgau       | (menção honrosa)       |
| Rolling Stone          | [ 6 ]                  |

## Paradas musicais
| País/Parada (1997–98)                 | Melhor posição |
| ------------------------------------- | -------------- |
| Austrália (ARIA)                      | 9              |
| Áustria (Ö3 Austria Top 40)           | 9              |
| Bélgica (Ultratop Flandres)           | 11             |
| Bélgica (Ultratop Valônia)            | 23             |
| Canadá (Billboard)                    | 18             |
| Dinamarca (Hitlisten)                 | 12             |
| Países Baixos (Dutch Charts)          | 16             |
| Europa (European Albums)              | 2              |
| Finlândia (Suomen virallinen lista)   | 4              |
| França (SNEP)                         | 9              |
| Alemanha (Offizielle Deutsche Charts) | 11             |
| Irlanda (IRMA)                        | 1              |
| Itália (FIMI)                         | 2              |
| Nova Zelândia (RMNZ)                  | 1              |
| Noruega (VG-lista)                    | 4              |
| Português (AFP)                       | 4              |
| Espanha (PROMUSICAE)                  | 15             |
| Suécia (Sverigetopplistan)            | 1              |
| Suíça (Schweizer Hitparade)           | 13             |
| Reino Unido (Official Albums Chart)   | 1              |
| Estados Unidos (Billboard 200)        | 23             |
| País/Parada (2021)                    | Posição fixada |
| Grécia (IFPI Grécia)                  | 46             |

## Créditos
- Simon Jones – Baixo
- Peter Salisbury – Bateria
- Richard Ashcroft – Guitarra, vocal
- Nick McCabe – Guitarra
- Simon Tong – Guitarra, teclados
- Liam Gallagher - Vocal de apoio em "Come On"